# Detașamentul Român de Skiori „Colonel Rotta”
Detașamentul Român de Skiori „Colonel Rotta” (în nomenclatura germană germană Der Rumänische Ski-Verband), cunoscut și ca Detașamentul de skiori „Colonel Rotta” sau Detașamentul de Skiori Expediționar „Colonel Rotta”, a fost un corp expediționar⁠(en)[traduceți] românesc, subordonat armatelor germane din Ucraina ca unitate germană din străini, care a existat între decembrie 1941 și septembrie 1942. La baza structurii sale au stat Batalioanele 25 și 26 Vânători de Munte (Skiori) identificate și ca Batalioanele 25 și 26 Skiori, respectivul corp fiind singura unitate de vânători de munte cu această specialitate  din Armata României. 
„un grup expediționar de schiori capabil să lupte ca unitate izolată la distanțe îndepărtate, pe front și în spatele frontului, pentru paza liniilor de comunicație și pentru anihilarea teroriștilor, parașutiștilor și partizanilor”—Extras din ordinul referitor la crearea detașamentului, primit de Brigada 3 Munte în luna decembrie 1941
A activat în subordinea Armatelor 17⁠(en)[traduceți] și 11 germane⁠(en)[traduceți] la sud de Harkov și la comanda sa s-a aflat colonelul Francisc-Ioan Rotta.
Desființat la întoarcerea în România în septembrie 1942, cele două batalioane ale sale au continuat să existe, formând împreună Grupul 10 Skiori (Grupul 10 Vânători de Munte sau Brigada 10 Skiori), care a activat în 1944 pe frontul din nordul Moldovei în zona Târgu Neamț și la sud-vest de Pașcani.
Rămășițele celor două batalioane, regrupate după anihilarea lor în timpul celei de-A Doua Ofensive Iași-Chișinău, au format din luna septembrie 1944 Batalionul 25/26 Skiori în cadrul Diviziei 103 Munte, care a luat parte la ofensiva Armatei 7 de Gardă sovietice⁠(en)[traduceți] spre Transilvania, prin Pasul Ghimeș, până la Sovata. Ulterior acesta a fost desființat, probabil odată cu divizia din care făcea parte, în luna octombrie 1944, ca efect al deciziei Comisiei Aliate de Control din România.